# Tulgheș
Tulgheș (Hongaars: Gyergyótölgyes) is een gemeente in Harghita. Tulgheș ligt in de regio Transsylvanië, in het midden van Roemenië.
De gemeente ligt in het Szeklerland, maar de bevolking is in meerderheid Roemeenstalig. 28 procent van de bevolking behoort tot de Hongaarse minderheid in Roemenië.
In 2011 had de gemeente 3.279 inwoners waarvan de meerderheid Roemeens Orthodox is en 29% tot de Rooms Katholieke kerk behoort.
In 2020 zal begonnen worden met de aanleg van een snelweg door de gemeente, de A8 (Roemenië).
Atid · Avrămești · Bilbor · Brădești · Căpâlnița · Cârța · Ciceu · Ciucsângeorgiu · Ciumani · Corbu · Corund · Cozmeni · Dănești · Dârjiu · Dealu · Ditrău · Feliceni · Frumoasa · Gălăuțaș · Joseni · Lăzarea · Leliceni · Lueta · Lunca de Jos · Lunca de Sus · Lupeni · Mădăraș · Mărtiniș · Merești · Mihăileni · Mugeni · Ocland · Păuleni-Ciuc · Plăieșii de Jos · Porumbeni · Praid · Racu · Remetea · Săcel · Sâncrăieni · Sândominic · Sânmartin · Sânsimion · Sântimbru · Sărmaș · Satu Mare · Secuieni · Siculeni · Șimonești · Subcetate · Suseni · Tomești · Tulgheș · Tușnad · Ulieș · Vărșag · Voșlăbeni · Zetea